# The Hot Chick
The Hot Chick is een Amerikaanse komedie uit 2002 met in de hoofdrol Rob Schneider. Hij speelt een crimineel die op mysterieuze wijze van lichaam wisselt met Jessica (Rachel McAdams). Het grootste deel van de film gaat over hoe Jessica en haar vrienden haar lichaam terug proberen te krijgen. Er ontstaan veel gênante momenten, omdat twee vreemdelingen van lichaam hebben gewisseld.
De film is geregisseerd door Tom Brady en geproduceerd door Adam Sandler, die ook een kleine rol heeft als drummer in Mambooza, een Afrikaanse winkel. Zussen Tia en Tamera Mowry en zangeressen Ashlee Simpson, Angie Stone en Michelle Branch hadden ook kleine rollen. De film is gedeeltelijk opgenomen in El Segundo High School.

## Verhaal
The Hot Chick begint met een scène in het oude Abyssinië. Een prinses is uitgehuwelijkt aan een bruidegom waar ze van walgt. Ze wisselt van lichaam met een slavin, door betoverde oorbellen. The scène verandert dan in een cheerleader-wedstrijd met de 'hot chick' Jessica Spencer, die de aanvoerder is van het cheerleaderteam.
Jessica kwetst en negeert een heleboel mensen om haar heen, ook al wordt ze niet neergezet als een gemeen persoon.
Later gaan Jessica, haar beste vriend April en een paar andere meisjes naar het winkelcentrum om wat rond te hangen en een beetje te winkelen. Ze gaan op het laatste moment nog een new age winkel in, waar ze een paar dingetjes bekijken, waaronder een paar oorbellen uit de oudheid. Deze oorbellen zijn dezelfde magische oorbellen als in het begin van de film, maar dat weet Jessica niet. Omdat de oorbellen niet te koop zijn, steelt Jessica ze.
Ondertussen overvalt Clive, een beroepscrimineel, een tankstation. Het enige wat hij weet te stelen, zijn nacho's met kaas en Slush Puppies. Jessica en haar vriendinnen komen net aan als Clive wil weggaan en verwarren hem met de medewerker van het benzinestation. Ze vragen hem om de auto te controleren. Clive gehoorzaamt, omdat hij niet verdacht wil lijken. Nadat Jessica per ongeluk een van haar nieuwe oorbellen op de grond laat vallen, rijden de meisjes weg. Clive vindt de oorbel en neemt hem mee.
Later proberen Jessica en Clive hun oorbellen op dezelfde tijd aan, daardoor verwisselen ze van lichaam. Jessica wordt wakker, gevangen in Clive's lichaam en Clive ontdekt dat hij nu een vrouw is. Om het verhaal nog moeilijker te maken, heeft Jessica bijna een cheerleaderwedstrijd en ook nog een bal op school.
Jessica gaat naar school in het lichaam van Clive. Ze komt in veel komische situaties terecht. Ze krijgt werk als een conciërge en ze overtuigt haar vriendinnen dat ze écht Jessica is, gevangen in het lichaam van een man. Als conciërge, ontdekt Jessica dat April's vriendje alleen uit is op seks, maar dat haar eigen vriendje, Billy, echt van haar houdt. Ze ontdekt ook dat het moeilijk is om zich zo onopvallend mogelijk te gedragen in "mannelijke" situaties, zoals het gebruiken van het mannentoilet.
Clive, in Jessica lichaam, is ook als een vis op het droge in een aantal situaties. Hij is aantrekkelijk voor veel mannen. Hij gebruikt de situatie om mannen te beroven en om een goed betaalde baan te krijgen als paaldanser. Hij moet ook vrouwelijke problemen doorstaan, zoals de menstruatie.
Door de hele gebeurtenis heen, komt Jessica ook achter een aantal situaties die haar niet waren opgevallen in haar "perfecte leven". Ze wordt onder andere vriendinnen met een meisje dat ze eerder publiekelijk had vernederd tijdens de cheerleader-wedstrijd en een van haar klasgenootjes, die ze eerder had beledigd. Ze redt ook de relatie van haar ouders, door met ze allebei onder vier ogen te praten als "Taquito", de tuinman uit Mexico.
April wordt ondertussen verliefd op "Spence", Jessica's mannelijke identiteit. Dit komt meer door een tekort aan zelfvertrouwen dan door iets anders; als man toont Jessica meer zorg en liefde aan April dan veel van Aprils eerdere liefdes deden. Op het bal, vertelt Jessica April dat alles wat ze nodig heeft om mooi en gelukkig te zijn, zijzelf is.
In haar wanhoop gaan Jessica en haar vrienden terug naar de winkel waar ze eerder in de film de oorbellen hadden gekocht en ze ontdekken dat de oorbellen vervloekt waren. Ze komen er ook achter dat ze de oorbellen weer samen moeten brengen voordat het volle maan zou worden, want anders zouden de lichamen voor altijd zijn geruild. De prinses, van eerder uit de film, wist dit niet en bracht de rest van haar leven door als slavin.
Een van Jessica's vrienden ziet Clive, die Jessica's lichaam gebruikt, op het nieuws terwijl hij een man in elkaar slaat. Ze beginnen te zoeken naar Clive en vinden hem in een stripclub. De meisjes proberen met hem te overleggen, maar de vrouwelijke Clive wil niet dat zijn nieuwe, lucratieve lichaam teruggaat naar diens oorspronkelijke eigenaar. Jessica steelt de oorbel die Clive heeft en doet hem in, daardoor wisselen ze van lichaam. Clive is dan net aan het paaldansen voor een klant, April's ex-vriendje.
Buiten de club maakt Jessica het weer goed met Billy en de scène gaat door naar de diploma-uitreiking. De film eindigt als Clive, nog gekleed in lingerie, wordt gearresteerd. Hij ontsnapt en stapt in de auto bij een man die glimlacht naar Clive. Clive schreeuwt daarom.

## Rolverdeling
| Acteur               | Personage                     |
| -------------------- | ----------------------------- |
| Rob Schneider        | Clive Maxtone/Jessica Spencer |
| Rachel McAdams       | Jessica Spencer/Clive Maxtone |
| Anna Faris           | April                         |
| Matthew Lawrence     | Billy                         |
| Eric Christian Olsen | Jake                          |
| Michael O'keefe      | Richard Spencer               |
| Melora Hardin        | Carol Spencer                 |
| Alexandra Holden     | Lulu                          |
| Maritza Murray       | Keecia "Ling-Ling" Jackson    |
| Tia Mowry            | Venetia                       |
| Tamera Mowry         | Sissy                         |
| Angie Stone          | Madame Mambuza                |
| Sam Doumit           | Eden                          |
| Adam Sandler         | Mambuza Bongo Speler          |

## Ontvangst
Rotten Tomatoes gaf de film een score van 21% gebaseerd op 81 besprekingen, Metacritic gaf de film een score van 29 gebaseerd op 22 besprekingen.

## Prijzen en nominaties
Nominaties (2003)
- De Taurus Award voor Beste stunt door een vrouw (Dorenda Moore)

Nominaties (2010)
- De Golden Raspberry Award voor Slechtste acteur van het decennium (Rob Schneider)

## Trivia
- Rob Schneiders moeder speelt ook in de film, als jurylid van de cheerleader-wedstrijd.
- Zangeressen Ashlee Simpson en Michelle Branch maakten allebei hun filmdebuut in The Hot Chick
- Als Bianca wordt verdacht van winkeldiefstal, nemen twee bewakers haar mee. Die bewakers zeggen "Let's go, Winona" (vertaald: "Kom mee, Winona"). Dat is een duidelijke verwijzing naar actrice Winona Ryder, die ook is opgepakt voor winkeldiefstal.
- De kijkwijzer van deze film was eerst 18+, maar doordat er scènes zijn uitgehaald, is het toch beoordeeld met 12+.